# Список населённых пунктов Скопинского района
Сельские населённые пункты, подчинённые Администрации р.п. Павелец:
- село Кремлево
- село Вязовенка
- село Павелец
- поселок Красная деревня
- поселок станции Кремлево
- поселок станции  Мшанка
- поселок станции Павелец 2
- село Хворощевка
- поселок Южный
- село Делехово

Сельские населённые пункты, подчинённые Администрации р.п. Побединка:
- п. Большак
- п. Отрада
- п. Поплевинский
- п. Победное
- с. Секирино
- с. Чулково
- д. Подмакарьево
- д. Кочугурки

Сельские населённые пункты Березняговского сельского округа:
- с. Березняги
- с. Лазинка
- с. Мшанка
- п. Широкий

Сельские населённые пункты Богословского сельского округа:
- с. Богослово
- п. Красный Май
- с. Нюховец
- д. Суровцы

Сельские населённые пункты Вердеревского сельского округа:
- с. Вердерево
- с. Кушуново

Сельские населённые пункты Вослебовского сельского округа:
- село Вослебово
- поселок станции Брикетная
- поселок Лесничество (Рязанская область)

Сельские населённые пункты Горловского сельского округа:
- с. Горлово
- с. Дмитриево
- с. Ново-Александрово

Сельские населённые пункты Гремячковского сельского округа:
- с. Гремячка

Сельские населённые пункты Ермоловского сельского округа:
- с. Ермолово
- с. Дмитриево
- д. Перики
- д. Свинушки

Сельские населённые пункты Желтухинского сельского округа:
- п. Центрального Отделения свх "Желтухинский"
- д. Говорово
- д. Гореловка
- д. Гусиловка
- п. ст. Говорово
- д. Дегтярка
- д. Дубровщина
- д. Желтухино
- п. ст. Желтухино
- д. Иваньково
- д. Ключеревка
- д. Козловка
- д. Кондауровка
- д. Большая Косыревка
- д. Кузьминка 2
- д. Ленинка
- д. Петровка
- д. Рановка
- д. Шелемишевские Хутора

Сельские населённые пункты Затворнинского сельского округа:
- с. Затворное
- д. Писарево

Сельские населённые пункты Ильинского сельского округа:
- с. Ильинка
- с. Высокое

Сельские населённые пункты Казинского сельского округа:
- с. Казинка
- п. ст. Лазинка

Сельские населённые пункты Катинского сельского округа:
- с. Катино
- п. ст. Катино

Сельские населённые пункты Клекотковского сельского округа:
- с. Клекотки
- д. Измайловка

Сельские населённые пункты Князевского сельского округа:
- с. Князево
- д. Велемья
- п. Осиново-Шилово
- с. Петрушино

Сельские населённые пункты Корневского сельского округа:
- с. Корневое
- с. Пупки
- п. Дома отдыха

Сельские населённые пункты Лопатинского сельского округа:
- с. Лопатино
- п. ст. Вослебово
- п. Красный

Сельские населённые пункты Моховского сельского округа:
- с. Моховое
- д. Галино
- д. Гривцы
- д. Деменьшино
- д. Рюмки

Сельские населённые пункты Муравлянского сельского округа:
- с. Муравлянка
- д. Львовка

Сельские населённые пункты Нагишевского сельского округа:
- с. Нагиши
- д. Купчая

Сельские населённые пункты Новинского сельского округа:
- с. Новое
- д. Воздвиженка
- д. Дмитриевский Хутор
- д. Летово
- д. Савиловка
- д. Свистовка

Сельские населённые пункты Новокелецкого сельского округа:
- с. Новые Кельцы

Сельские населённые пункты Петрушинского сельского округа:
- с. Петрушино

Сельские населённые пункты Полянского сельского округа:
- с. Поляны

Сельские населённые пункты Рождественского сельского округа:
- с. Рождествено
- с. Николо-Скопин

Сельские населённые пункты Рудинского сельского округа:
- с. Рудинка
- с. Алмазово
- с. Троице-Орловка

Сельские населённые пункты Успенского сельского округа:
- с. Успенское
- д. Вороновка
- п. Советский
- п. Рудинка
- п. Дозоровка
- п. Смекаловка
- п. Свобода
- п. Покровский
- п. Московский
- с. Немерово

Сельские населённые пункты Шелемишевского сельского округа:
- с. Шелемишево
- с. Боровое
- с. Дымово-Волконское
- с. Дымово-Государственное
- д. Наумово
- д. Уланово
- д. Ураково
- с. Новобараково
- с. Городецкое
- д. Гудовка
- д. Журавлиха
- д. Конюхово
- с. Костемерево
- д. Московка
- п. Полянские Выселки

## Источник
- Общероссийский классификатор объектов административно-территориального деления  (недоступная ссылка)